# Boa
Boa é um gênero de serpentes da família Boidae. Podem ser encontradas na América do Sul e Central, e em Madagascar e Reunião.

## Espécies
Cinco espécies são reconhecidas:
- Boa constrictor (Linnaeus, 1758)
- Boa dumerili (Jan in Jan & Sordelli, 1860)
- Boa madagascariensis (Duméril & Bibron, 1844)
- Boa manditra (Kluge, 1991)
- Boa atlantica (Gonzales, Lima, Passos, Silva, 2024)